# صالحة قاصين
صالحة قاصين (18 مايو 1878 - 9 أبريل 1964)، ممثلة مصرية، تعتبر السيدة الأولى الذي تقف على خشبة المسرح في مصر.

## عن حياتها
ولدت صالحة في القاهرة، وقد اكتشفها محمود حجازي شقيق سلامة حجازي. تنتمي إلى عائلة يهودية، وتعتبر أول امرأة تمثل على المسرح بدلاً عن الرجال. عملت في عام 1904 مع الشيخ سلامة حجازي، وعملت في مسرحية «ضحية الغاوية»، كما عملت في فرقة عزيز عيد ومسرحية «الملك يهوب»، وعملت في مسرح نجيب الريحاني. وقد هاجرت أختها الممثلة جراسيا قاصين إلى إسرائيل، مثلت بأكثر من 180 فيلما. وبعد ذلك، أصيبت بداء الزهايمر في أواخر حياتها.

## فيلموجرافيا
- شهر عسل بصل

1960
- لوكاندة المفاجآت

1959
- مع الأيام

1958
- الشيطانة الصغيرة

1958
- إسماعيل يس في مستشفى المجانين

1958
- طاهرة

1957
- ضحكات القدر

1955
- بنات الليل

1955
- عروسة المولد

1954
- وعد

1954
- أمريكاني من طنطا

1954
- بنات حواء

1954
- حلال عليك

1952
- على كيفك

1952
- صورة الزفاف

1952
- إلهام

1950
- أوعى المحفظة

1949
- قلبي دليلي

1947
- الماضي المجهول

1946
- أول نظرة 1946
- شهرزاد

1946
- قصة غرام 1945
- البني آدم 1945
- على مسرح الحياة

1942
- دنانير

1939
- الأبيض والأسود

1936
- انشوده الراديو

1936

## روابط خارجية
- صالحة قاصين على موقع IMDb (الإنجليزية)
- صالحة قاصين على موقع الدهليز
- صالحة قاصين على موقع قاعدة بيانات الأفلام العربية